# 雋不疑
雋 不疑（しゅん ふぎ、生没年不詳）は、前漢の人。字は曼倩。勃海郡の人。昭帝の時代に京兆尹となった。

## 略歴
若いころから『春秋』を学び、日頃の言動はすべて礼に則っており、その名は州郡に知れ渡っていた。
武帝の末期、各地に盗賊が頻発し、御史の暴勝之が直指使者となって各地を巡察して盗賊の討伐を監督し、命令に従わない者を軍令に従って誅殺していた。暴勝之は以前から雋不疑の賢明さを聞いていたので、勃海に着くと吏を遣わして彼に会いたいと頼んだ。雋不疑は剣を帯びて役所に来たので、役人が剣を預かろうとすると、雋不疑は「剣は君子が身を守るための武備だ。外すことはできない」と拒否した。暴勝之が遠くから彼を見ると、大変威厳のある容貌と服装であったので、急いで彼を出迎えに出た。席に着くと雋不疑は「吏というものは剛直すぎては挫折し、柔和すぎては廃されます。威名を轟かせて恩恵も施すようにすれば、功を立て名を挙げて天寿を全うできるでしょう」と言い、暴勝之は彼を只者ではないと思い、その戒めを胸に納めた。二人は夜まで話し合い、暴勝之は武帝に対し彼を推薦した。
雋不疑は武帝に徴用されて青州刺史に任命された。武帝が逝去して昭帝の時代に、始元元年（紀元前86年）になって、昭帝の異母兄の燕王劉旦を擁立すべく中山靖王劉勝の孫の劉長と斉孝王劉将閭の孫の劉沢が各地の豪傑と結んで反乱を企んでいた。彼らはまず青州刺史雋不疑を殺そうとしたが、雋不疑は察知してその一味を捕らえ、処刑した。その功績で京兆尹に抜擢され、銭100万を下賜された。
都では彼の威信を敬うようになった。雋不疑の母は子に対し、「罰を軽くしてやった人は何人いましたか？」と聞き、その数が多ければ喜び、一人もいなかったら怒って食事も取らないほどであった。そのため、雋不疑の統治は厳格であったが残酷ではなかった。
始元5年（紀元前82年）、自分を衛太子劉拠と名乗る男が長安の北闕に現れた。長安中の人間数万人が見物にやってきた。大臣たちに是非を確認させるよう命令が下り、また右将軍王莽が兵を指揮して非常事態に備えた。丞相・御史大夫・九卿以下は皆発言する者がなかったが、後からやってきた雋不疑はすぐに彼を捕縛するよう命令を下した。ある者が「是非がまだわからないのだから、そんなに急がなくてもよいのではないか」と言ったが、雋不疑は「『春秋』においても罪があった君主の子が戻ってきても入れないことを是認している。衛太子は武帝の時に罪があったのだから、もし実際には死んでいなくてここに戻ってきたのだとしても罪人である」と答え、詔獄に送った。後に衛太子に容貌が似ている別人であることが取り調べにより判明しされ、その男は夏陽県出身の姓は成方、名は遂なる者で、衛太子の家臣の知人であり、自分が太子に似ているということで富貴を得ることで、一芝居を打ったということであった。間もなくその男は処刑された。
昭帝と大将軍霍光はそれを聞いて喜び、「大臣たるもの儒学を用いて大義を明らかにするべきである」と言った。それ以来朝廷においても重んじられ、地位にある者も彼に及ばないと思った。霍光は娘を嫁にやろうとしたが、雋不疑は断った。しばらくして病気を理由に免ぜられ、家で亡くなった。
その後、京兆尹の趙広漢は「私は悪事を禁止することについては吏民にいきわたっているが、朝廷の事については雋不疑には遠く及ばない」と言った。